# George Manners, 11. Baron de Ros

Wappen George Manners, 11. Baron de Ros

George Manners, 11. Baron de Ros, (* um 1470; † 27. Oktober 1513) war ein englischer Adliger.

## Leben
George Manners war der Neffe des Edmund de Ros, 10. Baron de Ros († 1508), dessen Schwester Eleanor de Ros († 1487) sein Vater, Sir Robert Manners († 1495), Gutsherr von Etal in Northumberland, geheiratet hatte. Um 1470 geboren, erreichte er um 1512, vier Jahre nach dem Tod seines Onkels, dass ihm dessen bis in Abeyance ruhender Titel zuerkannt wurde.
Er war seit etwa 1490 mit Anne St. Leger (1476–1526), der Tochter des Sir Thomas St. Leger, verheiratet. Er hatte mit ihr fünf Söhne und sechs Töchter. Bei seinem Tod 1513 beerbte ihn sein ältester Sohn Thomas Manners als 11. Baron de Ros, der 1525 zum Earl of Rutland aufstieg.

## Politische und militärische Laufbahn
Am 30. September 1497 oder kurz davor, während einer Expedition gegen Schottland, wurde er von Thomas Howard, 1. Earl of Surrey zum Knight Bachelor geschlagen. 1500 begleitete er Heinrich VII. nach Calais zu seinem Treffen mit Philipp dem Schönen, Herzog von Burgund. Danach traf er Katharina von Aragon auf dem St. George’s Field. Er wurde von Henry Somerset, 4. Baron Herbert vergeblich für den Hosenbandorden vorgeschlagen. Er war Mitglied der Friedengerichtskommission für Surrey im März 1512, Abgesandter des Königs zur Inspektion der Armee am 2. Mai 1512 und nahm 1513 an den Belagerungen von Thérouanne und Tournai im Krieg gegen Frankreich teil. Nachdem Tournai am 24. September 1513 kapituliert hatte, erkrankte er ernstlich und starb am 27. Oktober 1513. Sein Leichnam wurde später in der St.-Georgs-Kapelle des Windsor Castle begraben.